# My Feelings for You
"My Feelings for You" (em português: Meus sentimentos por você) é uma canção do DJ Sueco Avicii e Sebastien Drums. Originalmente, a canção foi feita pela Cassius, uma banda francesa de house e eletrônica e foi lançada pela Astralwerks em 1999. O novo remix foi lançado em 2010 e seu estilo enérgico e edificante tornou um hit instantâneo em clubes em todo o Reino Unido e na Europa. O single foi lançado no Reino Unido em 13 de dezembro de 2010. Lançado como um EP digital com remixes adicionais, assim como um EP de remix de adicionais. Após o lançamento oficial do single no Reino Unido, ele começou a receber uma grande quantidade de downloads e em 19 de dezembro de 2010 alcançou a posição de número 46 no UK Singles Chart e de número 4 no UK Dance Chart, ambos atualmente as posições de pico.

## Videoclipe
O videoclipe foi lançado em 15 de outubro de 2010 no Reino Unido. Ele recebeu uma quantidade razoável de reprodução de vídeo e como tal alcançou no gráfico UK Dance em 17 de outubro de 2010 na quarta posição.
É gerada por computador, e segue a história de dois corações de amor que se amam. Quando alguém é levado embora, o outro vai atrás dele. Os recursos de vídeo acena para vários jogos clássicos, incluindo Pong, Frogger, Space Invaders, Donkey Kong, Breakout/Arkanoid, Pac-Man, Tetris, Super Mario Bros e Gyruss. O vídeo recebeu mais de 10 milhões de visualizações.

## Faixas
- Download digital

1. "My Feelings for You" - 3:05
2. "My Feelings for You" (Extended Mix) - 6:14

- EP digital do Reino Unido

1. "My Feelings for You" (UK Radio Edit) - 2:30
2. "My Feelings for You" (Original Mix) - 6:14
3. "My Feelings for You" (The Noise Remix) - 6:21
4. "My Feelings for You" (LMC Remix) - 5:52
5. "My Feelings for You" (Whelan & Di Scala Remix) - 6:48

- EP digital (The Remixes)

1. "My Feelings for You" (The Prototypes Remix) - 5:02
2. "My Feelings for You" (Treasure Fingers Remix) - 5:39
3. "My Feelings for You" (Angger Dimas Breaks Re-Rub) - 3:33
4. "My Feelings for You" (Tom Geiss vs Mikael Weermets & John Wedel Remix) - 5:46
5. "My Feelings for You" (Nova Remix) - 5:56

- Vicious 30th Anniversary

1. "My Feelings for You" (Don Diablo Remix) - 3:25[2]

## Posições
| País — Tabela musical (2010)                   | Posição de pico |
| ---------------------------------------------- | --------------- |
| Áustria (Ö3 Austria Top 75)                    | 34              |
| O campo songid é OBRIGATÓRIO PARA PARADA ALEMÃ | 25              |
| Países Baixos (Dutch Top 40)                   | 24              |
| Polónia — Dance Top 50                         | 24              |
| Polónia — Video Chart                          | 1               |
| Reino Unido (UK Dance Chart)                   | 4               |
| Reino Unido (OCC UK Indie)                     | 7               |
| Reino Unido (UK Singles Chart)                 | 46              |
| Suécia (Sverigetopplistan)                     | 37              |
| Suíça (Schweizer Hitparade)                    | 40              |

## Histórico de lançamento
| País                 | Lançamento             | Formato                               |
| -------------------- | ---------------------- | ------------------------------------- |
| Alemanha             | Verão de 2010          | CD Single Download digital            |
| Suécia Holanda Suíça | setembro de 2010       | Download digital Digital EP (Remixes) |
| Reino Unido          | 13 de dezembro de 2010 | Digital EP Digital EP (Remixes)       |